# Aleksiej von Lampe
Aleksiej Aleksandrowicz von Lampe, ros Алексей Александрович фон Лампе (ur. 1885, zm. 28 maja 1967 w Paryżu) – rosyjski wojskowy (generał major), emigracyjny działacz i publicysta antykomunistyczny, przewodniczący Rosyjskiego Związku Ogólnowojskowego (ROWS) w okresie powojennym.

## Życiorys
W 1902 r. ukończył 1 korpus kadetów. W 1904 r. przeszedł 2 kursy w nikołajewskiej szkole kawaleryjskiej w Petersburgu. Ochotniczo wziął udział w wojnie rosyjsko-japońskiej w latach 1904–1905 jako młodszy oficer w 6 batalionie saperów, a następnie dowódca kompanii saperów. Od 1908 r. służył w lejbgwardii w pułku siemionowskim. W 1913 r. ukończył nikołajewską akademię wojskową, po czym dostał przydział do sztabu generalnego armii rosyjskiej. Po wybuchu I wojny światowej został przydzielony do sztabu XVIII Korpusu Armijnego. Następnie objął funkcję generała-kwatermistrza w sztabie 8 Armii. Był odznaczony m.in. Orderem Św. Włodzimierza 4 klasy. Pod koniec 1917 r. przystąpił do białych. Początkowo redagował w Charkowie pismo "Возрождение", a następnie "Россия" (przemianowane na "Великая Россия"). Jednocześnie latem i jesienią 1918 r. przewodniczył w Charkowie komitetowi, zajmującemu się werbunkiem oficerów do wojsk białych. Potem przeszedł do służby wojskowej jako szef oddziału operacyjnego, a następnie generał-kwatermistrz w sztabie armii gen. Piotra N. Wrangla działającej na Kaukazie. W 1920 r. wypełniał zadania specjalne gen. P. N. Wrangla za granicą. W 1921 r. został awansowany do stopnia generała majora. Po udaniu się na emigrację sprawował funkcję wojennego przedstawiciela ROWS na Węgrzech i w Danii. W 1923 r. został szefem oddziału ROWS w Niemczech. W 1924 r. utworzył II Oddział ROWS w Berlinie. Pracował wówczas jako statysta przy kręceniu filmów, następnie sprawował funkcję konsultanta reżyserów filmowych, tworzących filmy dotyczące Rosji, I wojny światowej i rosyjskiej wojny domowej. Był też redaktorem 7-tomowej publikacji pt. "Белое дело". Wydał liczne prace o charakterze historyczno-wojskowym. Podczas II wojny światowej popierał Rosyjski Ruch Wyzwoleńczy gen. Andrieja A. Własowa. Został aresztowany przez Gestapo i osadzony w więzieniu za odmowę przyjęcia niemieckiego obywatelstwa i nakłaniania Rosjan wstępowania do niemieckiej armii. Wypuszczony na wolność pod koniec wojny w styczniu 1945 r. wstąpił do Sił Zbrojnych Komitetu Wyzwolenia Narodów Rosji w stopniu generała majora rezerwy. Jednocześnie został przedstawicielem Międzynarodowego Czerwonego Krzyża w Niemczech. Pomagał byłym rosyjskim kolaborantom uniknąć repatriacji do ZSRR. Od 1946 r. mieszkał w Paryżu. Został zastępcą przewodniczącego ROWS gen. Aleksieja P. Archangielskiego, zaś 27 stycznia 1957 r. objął tę funkcję. Zmarł 28 maja 1967 r.